# Taking Tiger Mountain by Strategy
Taking Tiger Mountain by Strategy est un opéra de Pékin relatant l'histoire basée sur une histoire vraie de Yang Zirong, soldat communiste durant la guerre civile chinoise, qui démantela un gang de bandits en l'infiltrant. La pièce est l'une des huit autorisées à être jouée durant la Révolution culturelle. Elle fut adaptée en film dans les années 1970 et a inspiré le titre du deuxième album de Brian Eno : Taking Tiger Mountain (By Strategy).